# Epiplema pauxillata
Epiplema pauxillata är en fjärilsart som beskrevs av Pieter Cornelius Tobias Snellen 1894. Epiplema pauxillata ingår i släktet Epiplema och familjen Uraniidae. Inga underarter finns listade i Catalogue of Life.